# Furia (film 2014)
Furia (ang. Fury) – amerykańsko-chińsko-brytyjski dramat wojenny z 2014 roku w reżyserii Davida Ayera z Bradem Pittem w roli głównej.

## Obsada
- Brad Pitt jako sierżant Don „Wardaddy” Collier
- Shia LaBeouf jako Boyd „Biblia” Swan
- Logan Lerman jako szeregowy Norman „Maszyna” Ellison
- Michael Peña jako kapral Trini „Gordo” Garcia
- Jon Bernthal jako Grady „Coon-Ass” Travis
- Jason Isaacs jako kapitan „Old Man” Waggoner
- Scott Eastwood jako sierżant Miles
- Xavier Samuel jako porucznik Parker
- Brad William Henke jako sierżant Davis
- Anamaria Marinca jako Irma
- Alicia von Rittberg jako Emma
- Kevin Vance jako sierżant Peterson
- Jim Parrack jako sierżant Binkowski
- Branko Tomović jako niemiecki kapral
- Iain Garrett jako sierżant Foster
- Eugenia Kuzmina jako Hilda Meier
- Miles J.D. Vedder jako oficer SS
- Chris Wilson jako kapelan
- Mario Babic jako żołnierz
- Daniel Betts jako burmistrz
- Edin Gali jako sierżant
- Osi Okerafor jako Benton
- Stella Stocker jako Edith

## Fabuła
Akcja filmu rozgrywa się w kwietniu 1945 roku na terytorium niemieckim u schyłku II wojny światowej. Alianci przygotowują się do ostatecznego uderzenia na Niemcy. Weteran wojenny Don „Wardaddy” Collier dowodzi czołgiem o nazwie Furia, w skład którego wchodzą: Boyd „Bible” Swan, Grady „Coon-Ass” Travis i Trini „Gordo” Garcia. Kiedy podczas bitwy ginie jeden z członków załogi, na jego miejsce zostaje przydzielony niedoświadczony w boju, szeregowy Norman Ellison, który z czasem zyskuje sobie przezwisko „Maszyna”.
Początkowo jednak załoga pogardza nowym, niedoświadczonym towarzyszem, który ma skrupuły przed zabijaniem wroga. Wściekły Wardaddy poddaje go brutalnej „edukacji”, by przywykł do wojennej rzeczywistości. Z czasem zaczyna poczuwać się do odpowiedzialności za niego.
Ich więź staje się jeszcze silniejsza po zdobyciu małego niemieckiego miasteczka, w którym wpraszają się na posiłek do pewnej Niemki i jej kuzynki Emmy. Norman odkrywa (gdy ten się myje), że Wardaddy ma na plecach blizny. Dowódca nakłania szeregowego do gwałtu na młodej Emmie. Norman udaje się z nią do osobnego pokoju, gdzie wróży jej z dłoni. Później się całują i wracają z pokoju. Posiłek przerywa przybycie pozostałych członków załogi czołgu, którzy swoimi niewybrednymi uwagami zagęszczają atmosferę przy stole. Niedługo potem dochodzi do niemieckiego bombardowania, w wyniku którego ginie Emma i część amerykańskich żołnierzy. Norman przeżywa stratę dopiero co poznanej dziewczyny.
Wkrótce Wardaddy zostaje dowódcą plutonu czołgów i dostaje zadanie utrzymania strategicznego skrzyżowania, przez które przebiega linia z zaopatrzeniem. Pojazdy natrafiają na niemieckiego Tygrysa, który niszczy wszystkie czołgi. Ostaje się tylko załoga Furii. Ten jednak również zostaje unieruchomiony, kiedy wjeżdża na minę. Krótko po tym w ich kierunku zmierza trzystuosobowa kolumna Waffen-SS. Załoga chce skryć się w lesie. Wardaddy postanawia pozostać na stanowisku i zaplanować zasadzkę. Reszta załogi, mimo że ma pozwolenie na udanie się do lasu, decyduje się zostać.
Pomimo przeważających sił udaje im się zadać wrogowi duże straty, ale ostatecznie Grady, Gordo i Bible giną, a Wardaddy zostaje postrzelony przez snajpera. Wycofuje się do czołgu, gdzie wymienia z Normanem ostatnie słowa. Następnie każe mu uciekać włazem znajdującym się w podłodze i ukryć się w leju po minie. Sam pozostaje w czołgu, gdzie zostaje zabity przez Niemców, którzy wrzucają do środka granaty. Normana odnajduje młody niemiecki żołnierz, ale oszczędza go, dzięki czemu chłopak, jako jedyny z załogi Wardaddy’ego, uchodzi z życiem. Następnego ranka odnajdują go amerykańskie oddziały. Żołnierze mówią, że jest bohaterem.

## Produkcja
13 lutego 2013 roku internetowy serwis Deadline doniósł, że wytwórnia QED International zajmie się projektem o nazwie Furia według scenariusza i w reżyserii Davida Ayera. 10 kwietnia 2013 roku Sony Pictures wygrało przetarg z Universal Pictures, dzięki czemu powiązana z nią wytwórnia Columbia Pictures nabyła prawa do dystrybucji filmu.

### Casting
W kwietniu 2013 roku rozpoczęło się również kompletowanie obsady. Główną rolę otrzymał Brad Pitt, który w 2009 roku zagrał w innym wojennym filmie Bękarty wojny. 23 kwietnia do obsady dołączył Shia LaBeouf, a 1 maja ogłoszono, że Logan Lerman wcieli się w postać Normana Ellisona. 15 maja magazyn Hollywood Reporter doniósł, że Michael Peña wynegocjował swój udział w filmie. W połowie tego samego miesiąca swój udział w filmie potwierdził także Jon Bernthal. Do 7 października do obsady dołączyli jeszcze: Scott Eastwood, Brad William Henke i Jason Isaacs.

### Zdjęcia
Przed rozpoczęciem zdjęć aktorzy musieli przejść specjalne czteromiesięczne przygotowania obejmujące m.in. tygodniowy obóz szkoleniowy pod nadzorem Navy Seals. Reżyser filmu David Ayer zmusił również obsadę do zamieszkania w czołgu, gdzie przez dłuższy czas mieli razem przebywać, spać i jeść. Naciskał też, żeby prowadzili ze sobą sparingi. Jak sam wyjaśnił, zrobił to,  ponieważ jest bezwzględnym reżyserem, który uczyni wszystko, jeśli uważa to za konieczne, by osiągnąć zamierzony cel.
Na początku września 2013 roku w Hertfordshire w Anglii rozpoczęły się zdjęcia próbne. 30 września w okolicach Oxfordshire ruszyły zdjęcia główne. Pinewood Studios rozesłało do miejscowości: Shirburn, Pyrton i Watlington ostrzeżenia, że realizowane są zdjęcia do filmu Furia i będzie słychać odgłosy eksplozji i strzelanin.
15 października jeden z kaskaderów został przypadkowo dźgnięty bagnetem w ramię. Na miejscu zjawił się helikopter ratunkowy, który zabrał go szpitala w Oxfordzie. Policja potwierdziła, że był to wypadek. W listopadzie 2013 roku film wywołał kontrowersję, ponieważ kręcono sceny w dniu amerykańskiego święta weteranów, a aktorzy nosili niemieckie mundury. Reżyser, jak również wytwórnia Sony Pictures, przeprosili za ten incydent. Zdjęcia zakończyły się 15 listopada 2013 roku.